# Мертесгайм
Мертесгайм (нім. Mertesheim) — громада в Німеччині, розташована в землі Рейнланд-Пфальц. Входить до складу району Бад-Дюркгайм. Складова частина об'єднання громад Грюнштадт-Ланд.
Площа — 2,20 км2. Населення становить 394 ос. (станом на 31 грудня 2020).

## Галерея

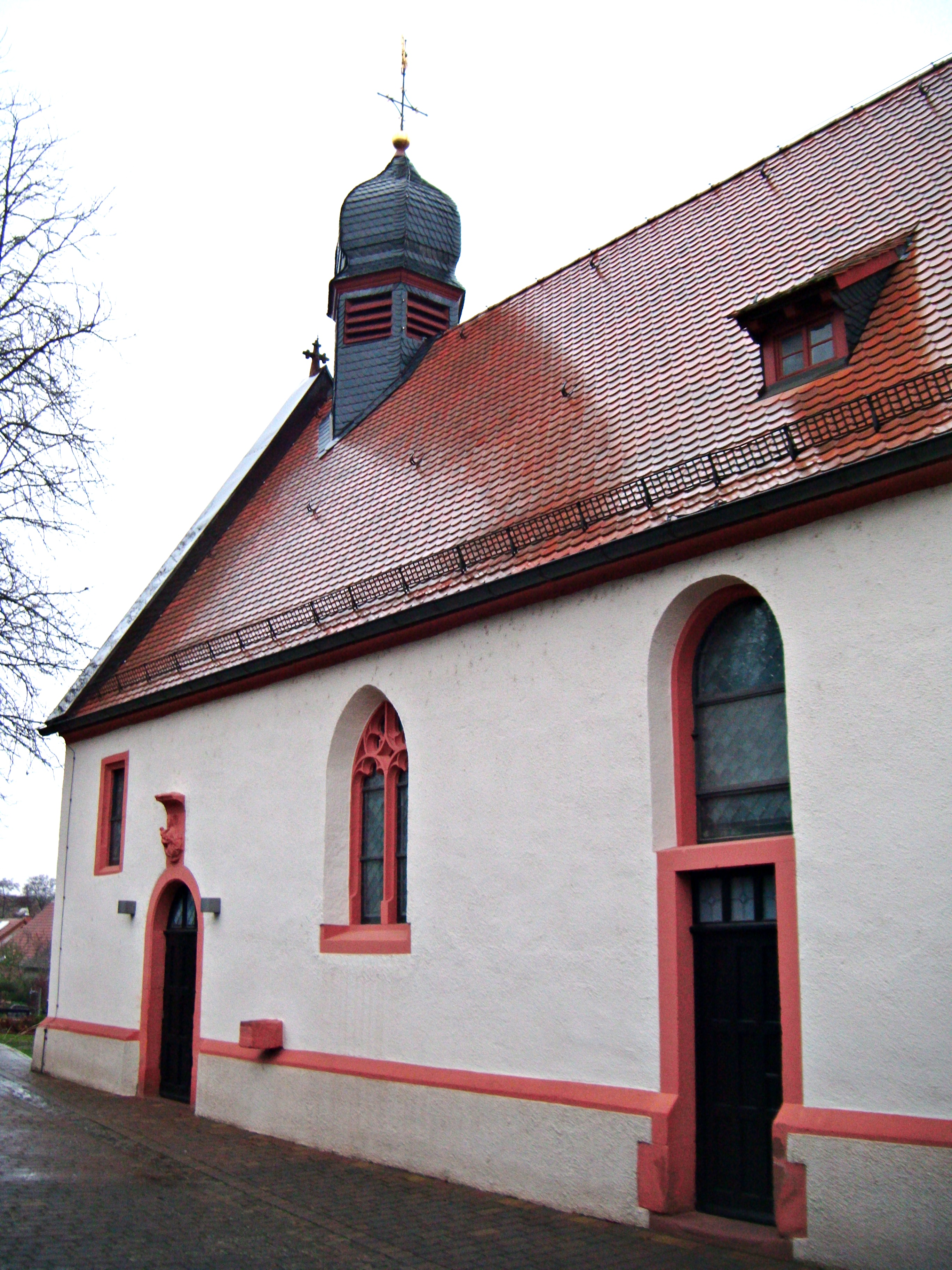
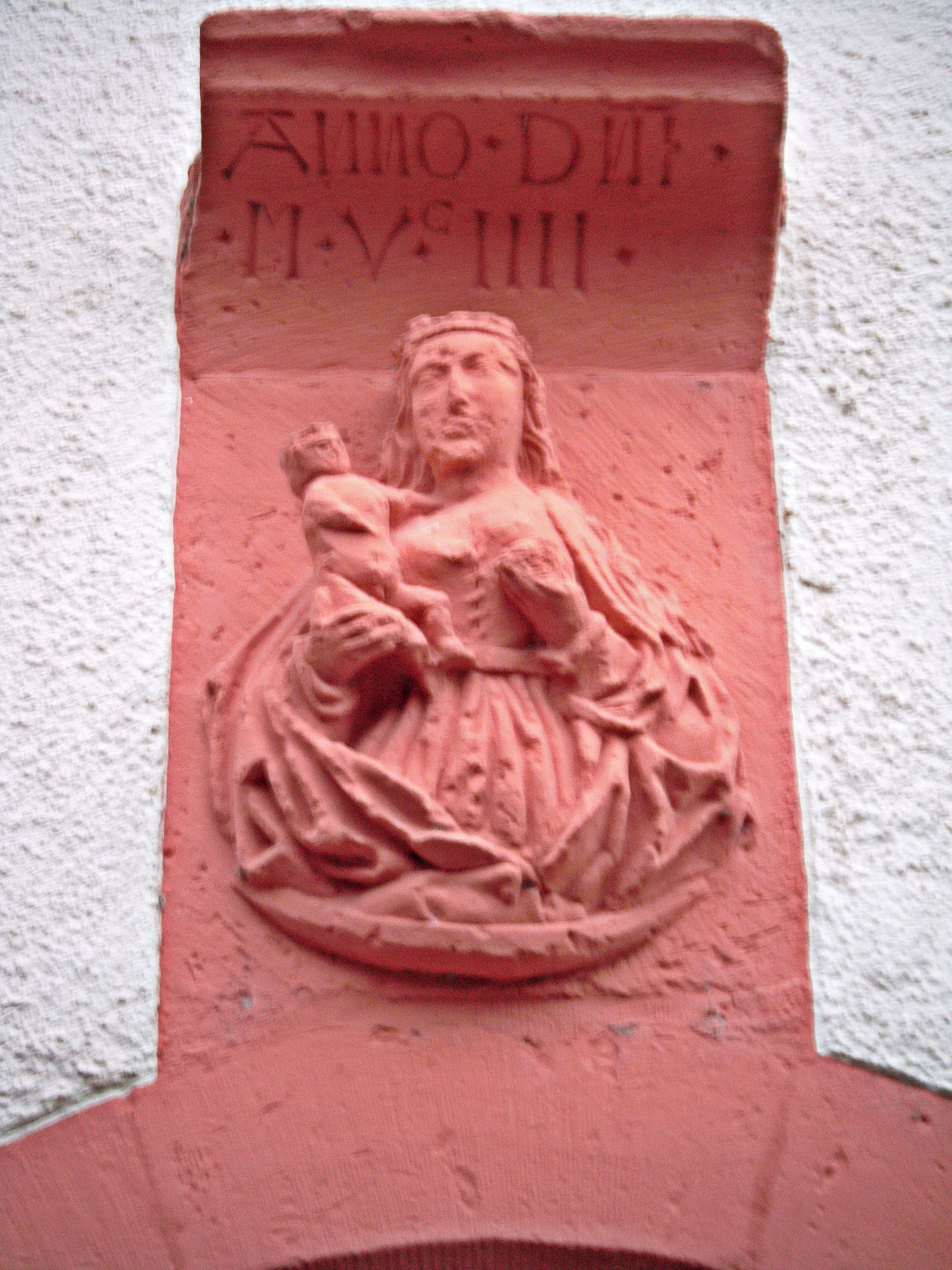